# Garches

Garches en la Petit Couronne.

 Garches  es una comuna (municipio) de Francia, en la región de Isla de Francia, departamento de Altos del Sena, en el distrito de Nanterre. Es la cabecera del cantón de su nombre, cuyo territorio comparte con una fracción de la comuna de Rueil-Malmaison.
Su población municipal en 2007 era de 18 196 habitantes. 
Está integrada en la Communauté d’agglomération Cour de Seine.
En esta comuna se encuentra el Hospital Raymond Poincaré.

## Demografía
| 602 | 605 | 680 | 670 | 1 120 | 976 | 1 210 | 1 256 | 1 339 | 1 443 | 1 455 | 1 235 | 1 366 | 1 607 | 1 837 | 2 040 | 2 602 | 3 333 | 3 847 | 4 307 | 5 529 | 6 473 | 7 377 | 7 472 | 8 828 | 10 447 | 13 244 | 14 217 | 17 998 | 18 094 | 17 957 | 18 036 | 18 196 |
| Para los censos de 1962 a 1999 la población legal corresponde a la población sin duplicidades (Fuente: INSEE [Consultar]) |     |     |     |       |     |       |       |       |       |       |       |       |       |       |       |       |       |       |       |       |       |       |       |       |        |        |        |        |        |        |        |        |